# 绵竹市精神病医院
绵竹市精神病医院是四川省德阳市绵竹市（县级市）的一所负责精神疾病防治及治疗的专科医院。

## 简介
2012年4月13日，绵竹市在绵竹市精神病医院举行“绵竹市安康医院”挂牌仪式。中共绵竹市委、绵竹市卫生局、绵竹市残联、绵竹市公安局、绵竹市人社、财政、群工等部门负责人，各个医疗卫生单位的院长等50多人参加仪式。在此次仪式上，绵竹市卫生局宣读了增挂绵竹市安康医院的批复以及成立绵竹市安康医院警务室的决定。
2012年7月27日，德阳市卫生局医院评审委员会根据《四川省医院评审办法（试行）》及《四川省精神病专科医院评审标准（2011版）》，认为绵竹市精神病医院二级乙等专科医院评审合格。